# 韋義
韦义（?—?），字季节，京兆郡杜陵县（今陕西省西安市）人，韋彪族子，韦玄成玄孙。

## 生平
韦义年轻时与哥哥平舆县令韦顺、议郎韦豹齐名。韦义初仕州郡，太傅桓焉推荐他治理事务繁杂的县份，为广都（今四川省成都市南）县长，甘陵（今山东省临清市东）县令、陈县县令，很有政绩，政宽事简，牢狱空虚。多次上书汉顺帝，说应该依从古典，考查功劳决定升降，征集名儒，全面制定制度。讥讽皇帝左右，贬刺窦氏。他的建议没有回音，长期压抑不得升迁，就以兄长韦顺去世离任。后来公府征辟，没有就任。广都为他立生庙。死后，三县的吏民为韦义举哀，如丧考妣。